# Revolutionary Vol. 2
Revolutionary Vol. 2 је други студијски албум америчког репера Immortal Technique. Овај албум је наставак његовог првог албума, Revolutionary Vol. 1.
Компакт-диск овог албума је садржао телефонски број Immortal Technique. На њему је представљен и Мумија Абу-Џамал, који представља албум, а у неким скитовима држи говоре о вези хип хопа са Хоумленд секјуритијем.
Revolutionary Vol. 2 напада владу САД, посебно Бушову администрацију. Immortal Technique у песмама говори о завери против Афро и Латино Американаца, као и завери против целог пролетаријата. У покушају да открије хипокризију према америчком џингоизму, он спомиње и пројекат МКУЛТРА, патриотско друштво, киселу кишу и повезаност америчких компанија са нацистима.

## Списак песама
| Редни број | Назив                       | Продуцент(и) | Извођач(и)                                                                              |
| ---------- | --------------------------- | ------------ | --------------------------------------------------------------------------------------- |
| 1.         | "Revolutionary Intro"       | /            | Immortal Technique, Mumia Abu-Jamal                                                     |
| 2.         | "The Point of No Return"    | SouthPaw     | Immortal Technique                                                                      |
| 3.         | "Peruvian Cocaine"          | SouthPaw     | Immortal Technique, Pumpkinhead, Diabolic, Tonedeff, Poison Pen, Loucipher, C-Rayz Walz |
| 4.         | "Harlem Streets"            | SouthPaw     | Immortal Technique                                                                      |
| 5.         | "Obnoxious"                 | SouthPaw     | Immortal Technique                                                                      |
| 6.         | "The Message and the Money" | SouthPaw     | Immortal Technique                                                                      |
| 7.         | ""Industrial Revolution"    | Metaphysics  | Immortal Technique                                                                      |
| 8.         | "Crossing the Boundary"     | Danja Mowf   | Immortal Technique                                                                      |
| 9.         | "Sierra Maestra"            | Domingo      | Immortal Technique                                                                      |
| 10.        | "The 4th Branch"            | Danja Mowf   | Immortal Technique                                                                      |
| 11.        | "Internally Bleeding"       | Domingo      | Immortal Technique                                                                      |
| 12.        | "Homeland and Hip Hop"      | 44 Caliber   | Immortal Technique, Mumia Abu-Jamal                                                     |
| 13.        | "The Cause of Death"        | Omen         | Immortal Technique                                                                      |
| 14.        | "Freedom of Speech"         | Danja Mowf   | Immortal Technique                                                                      |
| 15.        | "Leaving the Past"          | SouthPaw     | Immortal Technique                                                                      |
| 16.        | "Truth's Razors"            | /            | Immortal Technique                                                                      |
| 17.        | "You Never Know"            | SouthPaw     | Immortal Technique, Jean Grae                                                           |
| 18.        | "One" (Remix)               | SouthPaw     | Immortal Technique, Akir                                                                |